# Sony Xperia C
Sony Xperia C — це Android смартфон розроблений і виготовлений Sony Mobile Communications. Представлений на виставці Mobile Asia Expo у Шанхаї, Китай, у червні 2013 року, телефон був націлений на китайський ринок. Він був випущений у липні 2013 року. Попри обмежений випуск у країнах і регіонах, Xperia C зумів дуже добре продаватися, продавшись один мільйон одиниць, за перші 3 місяці з моменту його появи.
Наступник Sony Xperia C3 був анонсований у липні 2014 року, а випущений у серпні 2014 року.

## Дизайн
Як і Sony Xperia Z, Xperia C має прямокутну конструкцію з дизайном «Omni-Balance», за словами Sony, який зосереджений на створенні балансу та симетрії у всіх напрямках. Xperia C має тонкі закруглені краї, а замість скляного корпусу він має м’яку на дотик задню кришку, яка повністю охоплює бічні та задню частину. Подібно до Sony Ericsson Xperia Arc, задня частина Xperia C злегка вигнута, яка звужується до тоншої в центрі.

## Характеристики смартфона

### Апаратне забезпечення
Смартфон працює на базі чотириядерного процесора MediaTek MT6737T, що працює із тактовою частотою 1,2 ГГц (роблячи Sony Xperia C першим смартфоном Sony, який працює на SoC MediaTek), 1 ГБ оперативної пам’яті й використовує графічний процесор PowerVR SGX544 для обробки графіки. Пристрій також має внутрішню пам’ять об’ємом 4 ГБ, (доступний користувачеві лише 1,2 ГБ) із можливістю розширення карткою microSD до 32 ГБ. Апарат оснащений 5-дюймовим (127 мм відповідно) дисплеєм із розширенням 540 x 960 пікселів із щільністю пікселів 220 ppi, що виконаний за технологією TFT. Він підтримує мультитач до 5 пальців, а на дисплеї нанесена плівка від Sony, яка запобігає випаданню скляних частин дисплея, якщо він розбитий. В телефон вбудовано 8-мегапіксельну основну камеру Exmor R, що може знімати Full HD-відео (1080p) із частотою 30 кадрів на секунду і фронтальною 0,3-мегапіксельною камерою яка спроможна на VGA. Дані передаються через роз'єм micro-USB, який також підтримує USB On-The-Go. Щодо наявності бездротових модулів Wi-Fi (802.11 b/g/n), Bluetooth 4.0, вбудована антена стандарту GPS. Весь апарат працює від Li-ion акумулятора ємністю 2390 мА·г.

### Програмне забезпечення
Смартфон працює на базі Android 4.2.2 «Jelly Bean» зі спеціальним інтерфейсом користувача Sony, з деякими помітними доповненнями до програмного забезпечення, зокрема FM-радіо з RDS і медіадодатками Sony – Walkman, Альбоми й Фільми. Телефон підтримує дзеркальне зображення екрана Miracast. Крім того, телефон має режим Stamina для акумулятора, який збільшує час роботи телефону в режимі очікування до 4 разів. Декілька програм Google (наприклад, Google Chrome, Google Play, Google Now, Google Maps і Google Talk) уже попередньо завантажені.

#### Оновлення до KitKat
Оновлення Kitkat для Xperia C офіційно недоступне. Дуже ймовірно, а також логічно, що KitKat не був би доступний для Xperia C через 4 ГБ внутрішньої пам’яті (оскільки в Kitkat немає можливості перемістити програми на SD-карту). Однак він міг отримати Android 4.3, як згадував один індійський інженер Sony. Він також підтвердив, що Xperia C не отримає Kitkat. Слід враховувати, що ці дані не підтверджено офіційно.

## Доступність
Sony Xperia C був випущений в липні 2013 року в 3 доступних кольорах: чорний, білий і фіолетовий. Xperia C був випущений в Китаї разом із China Unicom, єдиним оператором у Китаї, який продавав Xperia C. Однак, представник Sony сказав, що версія для інших азійських ринків може з’явитися в майбутньому. Відтоді Xperia C була доступна в Індонезії, Гонконгу, Тайвані, Філіппінах, Малайзії, Росії, Таїланді та Індії. Він був на полицях роздрібної торгівлі в Саудівській Аравії з 11 грудня 2013 року. Sony Xperia C також є смартфоном з подвійною SIM-картою. Перший слот для SIM-карти, який підтримує мережу WCDMA і стільникові дані, тоді як другий роз'єм SIM-картки підтримує лише мережі 2G, призначені для вторинної або закордонної SIM-карти.